# Panspoeus
Panspoeus is een geslacht van kevers uit de familie  
kniptorren (Elateridae).
Het geslacht is voor het eerst wetenschappelijk beschreven in 1877 door Sharp.

## Soorten
Het geslacht omvat de volgende soorten:
- Panspoeus bipunctatus (Schwarz, 1906)
- Panspoeus guttatus (Sharp, 1877)
- Panspoeus tenebrosus (Broun, 1880)